# Teen Titans (serie animata)
Teen Titans è una serie animata statunitense, creata da Glen Murakami e Sam Register e prodotta dalla Warner Bros., ispirata all'omonima serie a fumetti che parla di un gruppo di supereroi adolescenti. La serie, composta da 5 stagioni per un totale di 65 episodi più due speciali, è andata in onda negli Stati Uniti dal 19 luglio 2003 al 16 gennaio 2006, e in Italia su Cartoon Network all'interno di Toonami, da gennaio 2004 al 2006 per le prime quattro stagioni; la quinta stagione, inizialmente inedita, è stata trasmessa in italiano dal 3 luglio al 19 luglio 2017. È stato realizzato anche un film d'animazione ambientato dopo la quinta stagione della serie, intitolato Teen Titans: Trouble in Tokyo, uscito nel 2006.
Questa serie animata non segue le continuità classiche della DC Comics, ma si limita a utilizzarne alcuni personaggi, in particolare quelli delle storie realizzate da Marv Wolfman e George Pérez, muovendoli con degli schemi nuovi. La serie utilizza diversi stili di disegno tipici dell'animazione giapponese come l'espressività eccessiva dei personaggi e la dinamicità delle situazioni. I toni sono spesso esasperati.
Nel 2019 è uscito un crossover con la serie animata Teen Titans Go!, intitolato Teen Titans Go! Vs. Teen Titans.

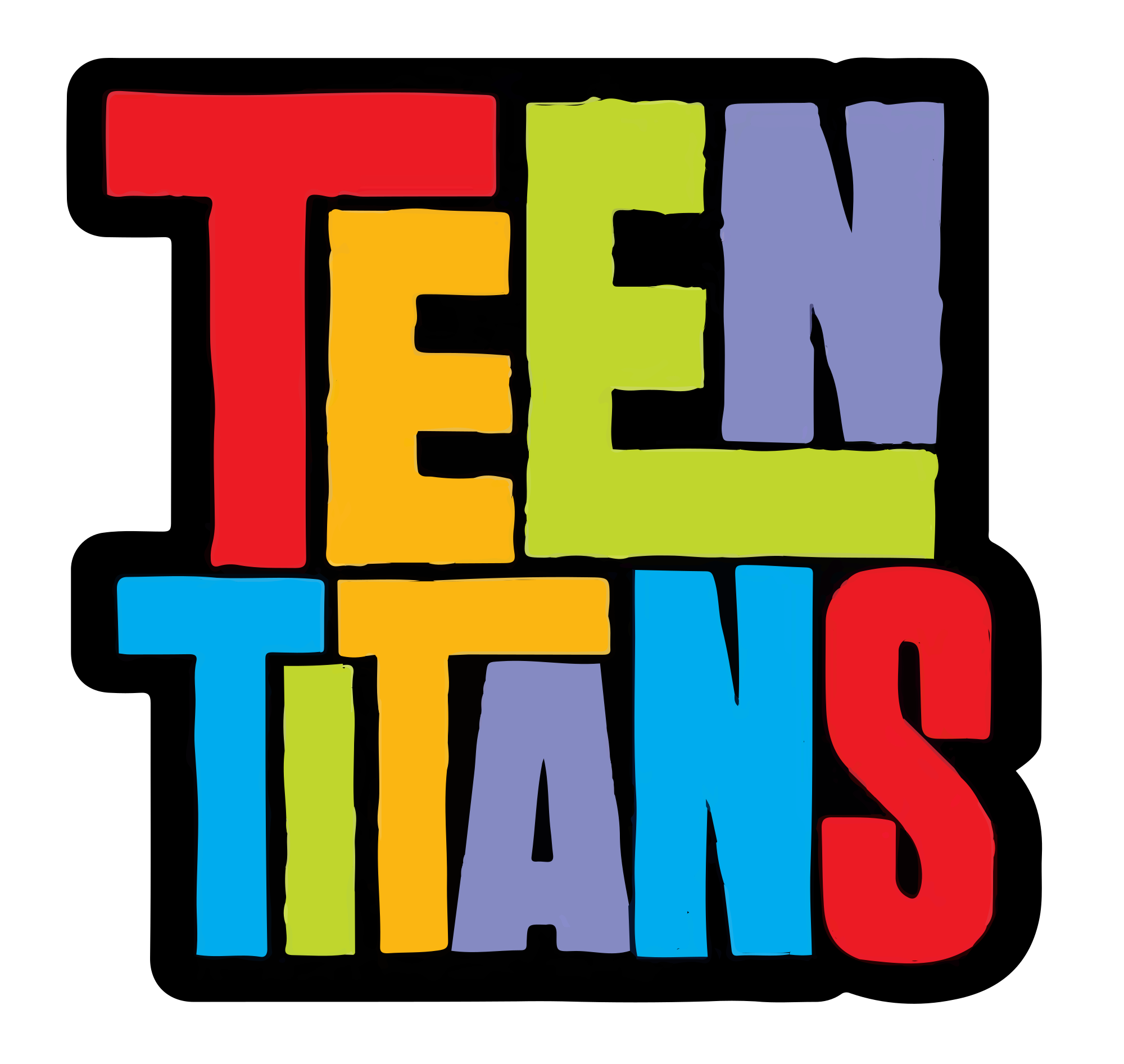
Il logo della serie

## Trama
Nella città di Jump City vivono i Teen Titans, un giovane gruppo di supereroi composto da Robin, Stella Rubia, Beast Boy, Corvina e Cyborg. I ragazzi, pur essendo molto diversi, condividono lo stesso obiettivo: difendere la città dai criminali e dal malvagio Sladow.

### Prima stagione
La squadra di giovani supereroi di Jump City nota come Teen Titans formata da Beast Boy (capace di trasformarsi in qualsiasi animale), Cyborg (per metà uomo e per metà robot), Corvina (una ragazza con poteri magici che derivano dalla sua natura semi-demoniaca), Stella Rubia (una dolcissima ragazza aliena capace di sparare raggi di energia) e Robin (l'ex-allievo di Batman da cui ha imparato tutte le tecniche di combattimento) viene a conoscenza dell'esistenza del malvagio Sladow (in lingua originale Slade), misterioso criminale super intelligente, che è dietro agli attacchi di numerosi super criminali e le cui intenzioni sono ignote. Robin inizia a sviluppare un'autentica ossessione per Sladow, che sembra avere molte caratteristiche in comune con lui, al punto da assumere l'identità del supercriminale Rosso X per avvicinarlo e scoprire la sua identità, ma viene scoperto e arriva a perdere temporaneamente la fiducia dei suoi compagni, a cui non aveva svelato il suo piano. Tempo dopo Sladow rivela il suo scopo, bloccare il tempo con un congegno di sua invenzione. Robin trova il covo di Sladow ma scopre che il congegno era solo un'esca per iniettare nel corpo dei Titans delle sonde che provocano forte dolore se attivate, in quanto il vero scopo di Sladow è costringere Robin a diventare il suo assistente, altrimenti ucciderà i suoi amici. I Titans scoprono però il piano e il covo e nella battaglia finale Robin si inietta da solo le sonde nel corpo, così Sladow non può uccidere i Titans senza perdere il suo assistente (le sonde vengono attivate tutte insieme). Così Sladow viene sconfitto e obbligato alla fuga e Robin capisce che anche se lui e Sladow si somigliano hanno una grande differenza: Sladow non ha amici.

### Seconda stagione
I Teen Titans incontrano Terra, una ragazza con poteri geocinetici di cui però non ha il pieno controllo, che finirà per far parte del gruppo.
Sladow però riuscirà a convincerla a passare dalla sua parte come parte di un piano per conquistare Jump City. Alla fine Terra, grazie all'amore di Beast Boy per lei, comprende le conseguenze delle sue scelte e si sacrifica per salvare la città ed i suoi abitanti dall'eruzione di un vulcano che aveva accidentalmente scatenato, mentre Sladow muore.

### Terza stagione
I Teen Titans, in particolar modo Cyborg, dovranno vedersela contro Fratello Blood, il nuovo direttore dell'accademia H.I.V.E. dotato di poteri di controllo mentale. Cyborg ha su di lui un vantaggio: essendo il suo cervello in parte robotico non può essere controllato. Tuttavia Blood riesce comunque a introdursi nel suo sistema e a rubare alcuni suoi progetti. Per fermarlo Cyborg fonda i Titans Est, formati da Acqua Kid, Bumblebee, Saetta, Mas e Menos, dei quali diventa temporaneamente il leader lasciando i Titans. Alla fine scopre che Blood aveva ipnotizzato i Titans East ed era diventato lui stesso un cyborg, ma era intenzionato a scoprire come l'eroe riusciva a resistere al suo controllo. Alla fine Cyborg grazie alla forza del suo spirito riesce a introdursi nel cervello di Blood usando i suoi poteri mentali per sconfiggerlo

### Quarta stagione
I Teen Titans scoprono che Sladow è tornato in vita dotato di poteri di fuoco e ben presto capiscono che dietro ciò c'è Trigon, il demoniaco padre di Corvina deciso ad usare sua figlia come portale per tornare sulla Terra e scatenare morte e distruzione. La ragazza è costretta ad accettare il suo destino ma i Titans, e soprattutto Robin, non perdendo la speranza e alleandosi con Sladow, tradito da Trigon che gli aveva promesso di ridargli il suo corpo (la lava lo aveva ridotto ad uno scheletro), riescono a ritrovare Corvina, rinata come bambina, che nel finale riacquista i poteri e l'età e riesce ad uccidere il padre salvando il mondo.

### Quinta stagione
I Teen Titans devono aiutare l'ex squadra di Beast Boy, i Doom Patrol che sono finiti in una trappola realizzata dalla Confraternita del Male, guidata dal malvagio Brain. Infatti Beast Boy aveva lasciato i Doom Patrol dopo numerosi contrasti col suo capo squadra. Dopo averli liberati i Doom Patrol si fanno promettere che anche i Titans inizieranno a combattere contro tale confraternita. I Teen Titans incontrano diversi altri eroi e stringono numerose alleanze sempre con l'obbiettivo di sconfiggerli. Ma nell'ombra opera Madame Rouge (agente di Brain) che riesce quasi sempre a localizzare gli alleati dei Titans grazie alla capacità di alterare le sue fattezze fisiche diventando chiunque e alle sue doti nei travestimenti. Riesce infatti alla fine a catturare Robin e molti altri eroi. Ma è proprio Beast Boy che durante la battaglia finale si riscatta dalle accuse del suo ex capo e guida tutti gli eroi verso l'inizio dell'azione controffensiva, che porterà alla definitiva sconfitta dell'organizzazione. Ma quando tutto sembra essere finito per il meglio, arriva l'inatteso colpo di scena finale: Tornati a Jump City Beast Boy e i Teen Titans scoprono che Terra è ancora viva e non è più una statua. La ragazza, (anche se non lo dichiara esplicitamente) finge di essersi dimenticata il suo passato e dei Teen Titans per paura che riaffiori la sua parte malvagia. Facendo ciò delude Beast Boy che desiderava una loro riconciliazione. Episodio finale che però lascia molti quesiti irrisolti. Ad essi verrà data risposta nel film Trouble in Tokyo e nei fumetti della serie.

## Episodi
| Stagione         | Episodi | Prima TV originale | Prima TV italiana |
| ---------------- | ------- | ------------------ | ----------------- |
| Prima stagione   | 13      | 2003               | 2004              |
| Seconda stagione | 13      | 2004               | 2004              |
| Terza stagione   | 13      | 2004-2005          | 2005              |
| Quarta stagione  | 13      | 2005               | 2006              |
| Quinta stagione  | 13      | 2005-2006          | 2017              |

### Speciali
- I Teen Titans in Tutti contro Punk: l'episodio perduto (2005)

### Film
- Teen Titans: Trouble in Tokyo (2006)
- Teen Titans Go! Vs. Teen Titans (2019)

## Personaggi e doppiatori

### Personaggi principali
- Robin, il suo vero nome è Richard John Grayson, fatto intuibile da tanti elementi nella serie. È stato aiutante di Batman. Per combattere la criminalità impiega le sue eccezionali doti nelle arti marziali, bombe e altre armi di sua invenzione. Quando Stella si trova a viaggiare in un ipotetico futuro, lo incontra nei panni del solitario Ala della notte, a causa del possibile futuro scioglimento del titanico gruppo. Nella serie televisiva Robin combatte con un nemico formidabile di nome Sladow (alias Deathstroke) che spesso lo mette alla prova per saggiare le sue abilità. Robin svilupperà una vera e propria ossessione per lui, al punto di rischiare di perdere la vita e i suoi amici; l'episodio che più mette in evidenza questo fatto è il 31, Ossessione. È innamorato di Stella Rubia. Doppiato da Scott Menville (originale), Alessio De Filippis (italiano).
- Stella Rubia è una giovane e bellissima principessa aliena del pianeta Tamaran dai capelli rossi e la pelle ambrata. È molto dolce, sensibile, gentile, allegra, sentimentale, di buon cuore e qualche volta ingenua (anche se questa sua ingenuità non deve essere scambiata per stupidità; essendo un'aliena proveniente da un mondo diverso rispetto al nostro fa fatica a comprenderne gli usi e costumi) tuttavia è anche molto decisa, e non esita ad aiutare i suoi amici se sono nei guai. È in grado di lanciare potenti dardi di energia verde chiamati starbolts che spara dalle mani e dagli occhi (e che può utilizzare per creare sfere di energia sia per attaccare e per difendersi ed esplodere in supernove). È la migliore amica di Corvina, anche se hanno due caratteri opposti. Possiede una forza fisica strabiliante (infatti è, fisicamente, il personaggio più forte dello show, riuscendo a sollevare oggetti che pesano molte tonnellate con estrema facilità), è in grado di volare ad altissima velocità (anche nello spazio), è un'esperta nel combattimento corpo a corpo (dato che i Tamariani sono considerati i più potenti guerrieri dell'universo), è immune inoltre alla maggior parte di danni da armi da taglio e da fuoco (dato che la pelle dei Tamariani è più dura del diamante) possiede una resistenza e agilità fuori dalla norma ed è in grado di imparare qualsiasi tipo di lingua (e di assumere toni di voce di altre persone) attraverso un bacio. I suoi poteri dipendono dal suo carattere e svaniscono se è triste o sfiduciata, infatti nell'episodio 47, Dispersi, perde tutti i suoi poteri dopo aver avuto un piccolo malinteso con Robin. Stella Rubia è innamorata di Robin, e i due infatti si fidanzano nel film Teen Titans: Trouble in Tokyo. Il suo vero nome è Koriand'r (che "terrestrizzato" diventa Kori Anders). Doppiata da Hynden Walch (originale), Ilaria Latini (italiano).
- Beast Boy o B.B. è un ragazzino burlone dalla pelle verde, che si può trasformare in qualunque animale, anche di specie estinte; proprio per questo è vegetariano. Il suo vero nome è Garfield Mark Logan. Pur non essendo molto sveglio, possiede un carattere allegro, e fa ridere spesso i suoi compagni, a cui tiene molto. Tra i personaggi è quello più simile alla sua versione cartacea. Spesso fa coppia con Cyborg quando si tratta di divertirsi, mentre finisce spesso in contrasto con Corvina. Nonostante possa sembrare un ragazzo che prende la vita sempre come uno scherzo, in certi episodi dimostra di avere in realtà anche un lato serio e un acume inaspettato. Questo suo comportamento si nota principalmente nei momenti in cui la positività del ragazzo viene messa a dura prova. Ciò capita principalmente quando ricorda le sue origini o ripensa a Terra. Doppiato da Greg Cipes (originale), Leonardo Graziano (st. 1-4) e Gabriele Patriarca (st. 5) (italiano).
- Corvina è la principessa aliena del mondo di Azarath ed è uno dei 5 personaggi principali della serie. Ha passato gran parte della propria vita cercando di sfuggire all'influenza del malvagio padre Trigon che voleva utilizzarla per impadronirsi dell'universo intero. È una strega esperta di psicocinesi e magia, figlia dell'umana Arella, dalla quale derivano i suoi poteri buoni, e appunto, del demone sovrano Trigon, dal quale derivano i suoi poteri oscuri. Corvina è un'empatica, con un vasto assortimento di abilità: guarigione (su sé stessa e sugli altri), teletrasporto e telecinesi. Possiede anche altre abilità, come l'uso di incantesimi complessi per il viaggio nel tempo, maledizioni, ma anche creazione di pozioni. Si concentra attraverso l'uso del mantra "Azarath Mitrion Zinthos" per i semplici incantesimi, mentre per l'uso di magie molto potenti usa formule più complesse. Scoprirà di poter fermare anche il tempo nella quarta stagione. È una ragazza introversa, cinica, pessimista, studiosa e matura. Nonostante ciò, si dimostrerà essere di buon cuore, sensibile ed altruista (è infatti la migliore amica di Stella Rubia). Stringe inoltre un forte legame con Robin, il quale l'aiuterà più volte nei momenti più difficili, come nel conflitto tra lei e suo padre. Spesso ha dei litigi con Beast Boy, con il quale nonostante le loro diversità ha formato una forte amicizia. Il suo vero nome è Rachel Roth ma non viene rivelato (come quello dei suoi compagni) e si fa chiamare semplicemente Corvina (Raven in versione originale). Doppiata da Tara Strong (originale), Monica Bertolotti (italiano).
- Cyborg è un ex-giocatore di football divenuto un cyborg a causa di un incidente, ed è il tecnico del gruppo che ha allestito la Torre e si occupa di tutto il materiale tecnologico. Il suo vero nome è Victor Stone. La tecnologia che fa parte del suo corpo è di sua invenzione; molti suoi nemici vorrebbero rubare i suoi segreti tecnologici. È appassionato di videogiochi e della sua auto (che chiama affettuosamente "la mia bambina"), costruita da lui stesso. Possiede molte armi e attrezzi nascosti nel corpo meccanico. Ha contribuito alla creazione del secondo gruppo di eroi, i Titans Est (che lo volevano come leader). Il suo grido di battaglia è "Booyah!". Doppiato da Khary Payton in originale, Roberto Draghetti (st. 1-4) e da  Luigi Ferraro (st. 5) in italiano.
- Terra, unitasi per poco tempo al gruppo, è una ragazza con potenti poteri geocinetici che interessano rocce, massi e fango, ma non la sabbia e nemmeno la vegetazione. Il primo incontro tra lei e i Titans avviene in mezzo ad un deserto, dove la ragazza mostra subito i suoi poteri schiacciando con una roccia uno scorpione gigante che la stava inseguendo. Il gruppo è entusiasta dei suoi poteri e le chiede subito di diventare una Titan. La ragazza stringe subito un legame molto forte con Stella, Cyborg e Beast Boy, meno invece con Corvina e Robin. Bibi si innamora subito di lei a causa del suo umorismo, poiché è l'unica a capire e a ridere alle sue battute. Successivamente il ragazzo viene a conoscenza delle sue difficoltà nel controllare i suoi poteri (che causa alla ragazza un grave disagio emotivo e psicologico) e, anche se pensa che il Team possa aiutarla, Terra gli fa promettere di non dirlo a nessuno. A causa di una serie di eventi, la ragazza passa dalla parte di Sladow, dal quale alla fine si ribellerà grazie alle parole di Beast Boy e sacrifica la sua vita per fermare l'eruzione di un vulcano causata dai suoi stessi poteri. Il personaggio di Terra ricompare un'ultima volta nella quinta stagione: Beast Boy scopre che la statua della ragazza è sparita e incontra una scolara dall'aspetto simile a Terra. Nonostante non sia mai stata accertata l'identità della ragazza, è molto probabile che si tratti di lei. Quando Beast Boy le chiede di tornare nel team, lei risponde che sta sbagliando persona. All'interno dei fumetti viene successivamente provato che la ragazza sia Terra: Geo Force confida al team che lei è sua sorella, Tara Markov, una principessa scappata dal regno di Markovia dopo aver ottenuto il potere del controllo della terra. Beast Boy comprende che Terra non vuole più causare danni con i suoi poteri e decide di andare avanti, nonostante il dolore della perdita. Doppiata da Ashley Johnson (originale), Isabella Guida (st. 2) e Erica Necci (st. 5, italiano).

### Antagonisti
- Slado (Slade) è l'antagonista principale della serie. Si tratta in realtà del supercriminale Deathstroke, storico nemico di Batman, ma gli autori hanno deciso di cambiare il nome per non farne sentire la parola death, ovvero in inglese "morte". Appare moltissime volte nella serie, ma sulla sua identità non si scopre nulla, dato che porta sempre una maschera a coprirgli il volto. L'uomo dimostra comunque di avere un forte interesse nelle abilità di Robin, quasi a desiderarlo come suo apprendista. I due infatti sono molto simili, ma allo stesso tempo diversi e sono ossessionati l'uno dall'altro. Doppiato da Ronald Francis Perlman (originale) e Pierluigi Astore (italiano).
- Trigon è il demoniaco padre di Corvina e nemico principale della quarta stagione. Appare come un gigantesco mostro rosso dai capelli bianchi e con due paia di occhi rossi e lucenti. È dotato di poteri sovrannaturali e cerca di distruggere il pianeta Terra e l'intero universo usando Corvina come portale di Azarath.
- Fratello Blood è l'arcinemico di Cyborg, maestro dell'Alveare. Grazie ad uno strumento riesce a far diventare Cyborg cattivo, ma poi diventa di nuovo buono. Nel finale della terza stagione diventa un cyborg. Doppiato da John DiMaggio (originale).
- Rosso X è un altro nemico molto potente dei Titans. È agile e abile nella lotta corpo a corpo. Doppiato da Scott Menville (in originale), Marco Baroni (in italiano).
- Amalia è la malvagia sorella di Stella Rubia che compare nel secondo episodio della prima stagione, cambierà il nome in Stella Nera a partire dal terzo episodio della terza stagione, La promessa sposa. Doppiata da Hynden Walch (originale), Monica Ward (solo ep 2), Marta Altinier (a partire dalla terza stagione).
- Coso è un membro degli H.I.V.E. Five, l'esperto tecnologico e nemico giurato di Cyborg. Diventa il capo degli H.I.V.E. Five nella quinta stagione. Doppiato da Kevin Michael Richardson (originale), George Castiglia (1ª voce), Daniele Raffaeli (2ª voce) e Rachele Paolelli (quinta stagione).
- Iella è membro e leader del gruppo degli H.I.V.E. Five, ed in seguito anche lei diventa una dei Teen Titans. Ha il potere di causare sfortuna, lanciando fulmini rosa per trasmetterla ed è anche un'agile atleta. Doppiata da Lauren Tom (originale), Perla Liberatori (solo ep 3), Monica Vulcano (terza stagione), e Barbara Pitotti (quinta stagione).
- Mammoth è un membro degli H.I.V.E. Five, un grosso uomo dotato di una forza sovrumana pari a quella di Cyborg.
- See-More è un membro degli H.I.V.E. Five con un casco dotato di un solo occhio capace di sparare raggi laser e altre funzioni. Sembra avere una cotta per Iella.
- Billy Numerous è un membro degli H.I.V.E. Five con il potere di creare cloni di se stesso pressoché illimitati.
- Kyd Wykkyd è un membro della H.I.V.E. Five. È muto. Ha un mantello che gli permette di volare o di teletrasportarsi, i poteri che gli sono consentiti dal mantello sono: telecinesi, passare attraverso le superfici solide o di creare costrutti per intrappolare i nemici.
- Mad Mod è un criminale che ruba la gioventù delle persone trasformandole in anziani. Doppiato da Malcolm McDowell (originale), Mino Caprio (italiano).
- Falena Assassina, un supercriminale geneticamente modificato che affronta i Titans più volte con le sue invenzioni sia genetiche che ingegneristiche. Ha una figlia di nome Kitty che ha una cotta per Robin, cosa che porterà il padre a cercare di far mettere i due assieme minacciando il giovane eroe e che costerà alla ragazza una particolare antipatia da parte di Stella Rubia. È inoltre il creatore della larva Silkie, una delle sue tante creazioni, che diventerà l'animale domestico di Stella.
- Mumbo è un prestigiatore che utilizza i suoi "poteri" magici per rapinare le banche di Jump City, è in grado di creare lunghe corde di fazzoletti, palline fumogene, stormi di colombe e molto altro.

### Personaggi minori
- Silkie è una larva adottata da Stella Rubia come animale domestico.

#### Teen Titans East
- Bumblebee è la leader dei Titans East, indossa un costume simile ad un'ape ed è capace di volare. Doppiata da T'Keyah Crystal Keymáh (originale), Deborah Ciccorelli (italiano).
- Acqua Kid è un giovane di bell'aspetto capace di usare i poteri dell'acqua e fa parte dei Titans East. Non sopporta quando qualcuno mangia i pesci, ed è l'ex aiutante di Aquaman. Doppiato da Wil Wheaton (originale),  Alberto Caneva (italiano).
- Saetta, veramente molto simile a Robin, sia nell'aspetto fisico che sotto l'aspetto dei "poteri", combatte con un arco e delle frecce. Fa parte dei Titans East ed è l'ex aiutante di Freccia Verde. Doppiato da George Castiglia (italiano).
- Más y Menos. Sono due giovani fratelli gemelli del Guatemala capaci di diventare super veloci quando si toccano, e parlano solo in spagnolo. Doppiati da Freddy Rodríguez.

## Produzione
Basandosi sui fumetti di Wolfman e Perez, Sam Register prende la decisione di creare una serie animata basata sui Teen Titans, modificandone però l'aspetto e l'abbigliamento.

## Colonna sonora
La sigla, cantata dal duo Puffy AmiYumi, ha due versioni: una in inglese e una in giapponese. Il tema cambia a seconda che la puntata sia più seria (inglese) oppure abbia dei toni più comici (giapponese).

## Distribuzione
La serie debutta negli USA il 19 luglio 2003, in Italia il 23 settembre sul canale pay TV Cartoon Network e in chiaro su Boing.
La quinta stagione dello show in Italia fu prevista per il 2007, ma è stata doppiata dieci anni dopo nel 2017, molto più tardi rispetto a quando era stata annunciata. Il doppiaggio italiano della quinta stagione usa lo stesso cast della serie Teen Titans Go!.
La serie è stata conclusa con la messa in onda del film televisivo Teen Titans: Trouble in Tokyo, trasmesso negli USA il 15 settembre 2006.

## Accoglienza

### Critica
La serie è stata accolta positivamente dalla critica. All'inizio della serie, il produttore esecutivo e vice-presidente di Cartoon Network Sam Register ha risposto alle critiche riguardo allo stile dello show:
(Sam Register, intervista a CBR News, 8 maggio 2004)
Tuttavia, mentre i creatori della serie inizialmente affermavano che i bambini più piccoli erano il pubblico previsto per la serie, lo scrittore di Teen Titans Go! J. Torres osserva che la progressione e i temi più profondi dello spettacolo hanno ampliato l'appello a un pubblico molto più ampio:
(J. Torres)
Nel 2009 Teen Titans è stata nominata l'83° migliore serie animata di tutti i tempi su IGN. Nel 2014 WatchMojo ha classificato Teen Titans al 6º posto della classifica dei migliori cartoni animati cancellati.

## Riconoscimenti
- 2005 - Annie Awards
  - Candidato - Storyboarding eccezionale in una produzione televisiva animata (nominata)
- 2004 - Annie Awards
  - Candidato - Musica eccezionale in una produzione televisiva animata
  - Candidato - Storyboarding eccezionale in una produzione televisiva animata
- 2004 - Motion Picture Sound Editors Awards
  - Candidato - Miglior montaggio audio nell'animazione televisiva